# Reuss-Untergreiz
Reuss-Untergreiz fue un condado del Sacro Imperio Romano Germánico ubicado en la actual región de Turingia, que existió desde 1564 hasta 1768, bajo el gobierno de la línea antigua de Reuss, una rama de la Casa de Reuss. Entre 1583 y 1596, Reuss-Untergreiz se dividió temporalmente en Reuss-Untergreiz I y Reuss-Untergreiz II (también llamado Reuss-Dölau).

## Geografía
Untergreiz, hasta 1640, incluía la mitad de la ciudad de Greiz (la otra mitad pertenecía a Reuss-Obergreiz), la pequeña ciudad de Zeulenroda y los pueblos de Altgernsdorf, Dasslitz, Eubenberg, Fraureuth, Frotschau, Gottesgrün, Hermannsgrün, Irchwitz, Kahmer, Lehna, Mohlsdorf, Neudeck, Neugernsdorf, Neumühle, Nitscharbeit, Pöllwitz, Reinsdorf, Reudnitz, Raasdorf, Schönfeld, Schönbrunn, Tschirma, Walthersdorf y la mitad de Pomerania.
Tras la extinción de la rama Reuss-Burgk ocurrió una partición del señorío entre Untergreiz y Obergreiz en 1643, del cual Untergreiz obtuvo el castillo de Burgk y los pueblos de Brückla, Crispendorf, Dörfla, Erkmannsdorf, Grochwitz, Hain, Kauern, Lunzin, Mehla, Möschlitz, Möschgrün, Neundorf, Pahnstangen, Plothen, Rauschengesees y Remptendorf.

## Historia

### Creación

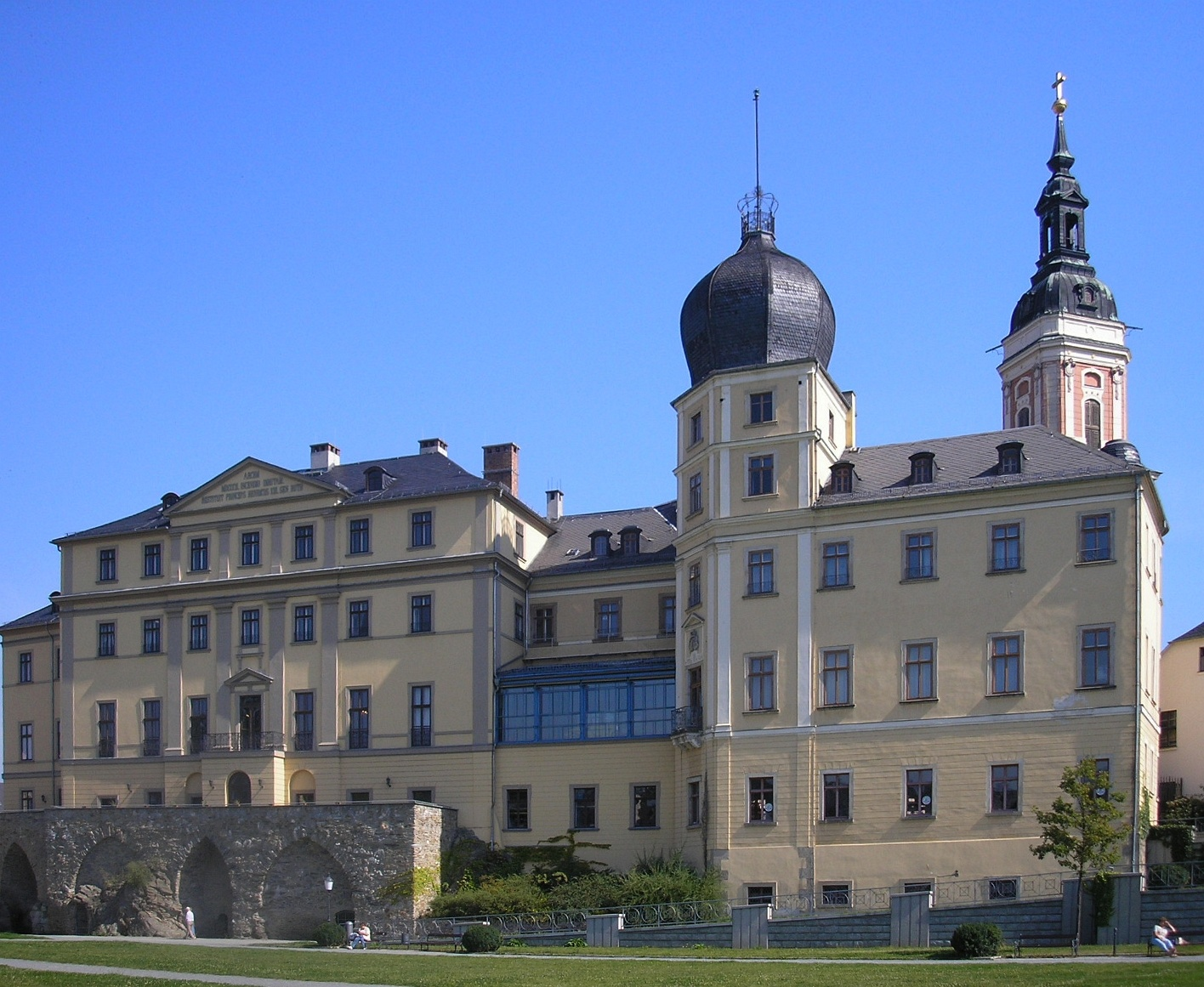
Castillo de Greiz

Los orígenes del señorío se remontan en 1564 cuando los hijos de Enrique XIII, señor de Reuss-Greiz y miembro de la Casa de Reuss, dividieron su territorio entre los señoríos de Untergreiz, para Enrique XIV (1506-1572); Obergreiz, para Enrique XV (1525-1578); y Reuss-Gera, para Enrique XVI (1530-1572). Enrique XIV, llamado "el viejo", tuvo el Castillo Superior de Greiz en conjunto con su hermano Enrique XV de Obergreiz por un tiempo hasta la construcción de su propio castillo, el más tarde llamado Castillo Inferior o Castillo Nuevo en Greiz.

### División
Enrique "el viejo" murió en 1572. Tras su muerte le sucedieron sus tres hijos supervivientes, Enrique II el Alto, Enrique III y Enrique V. Estos gobernaron conjuntamente Untergreiz hasta la muerte de Enrique III en noviembre de 1582, ahí los otros dos hermanos decidieron dividir el territorio en 1583. Cada uno recibió una mitad del señorío de Untergreiz. Para su distinción, el territorio que Enrique II obtuvo es mencionado como Reuss-Untergreiz I, mientras que el señorío dado a Enrique V es mencionado como Reuss-Untergreiz II, también llamado Reuss-Untergreiz-Dölau.
En 1596 se dividió el territorio de Reuss-Schleiz, que hasta entonces había estado administrado de forma conjunta. Enrique "el alto" obtuvo de esta partición la región de Burgk, lugar del cual se haría señor tras la venta de su anterior señorío, Untergreiz I, a su hermano Enrique V de Reuss-Untergreiz II, asi Untergreiz quedó unificada.

### Segunda división

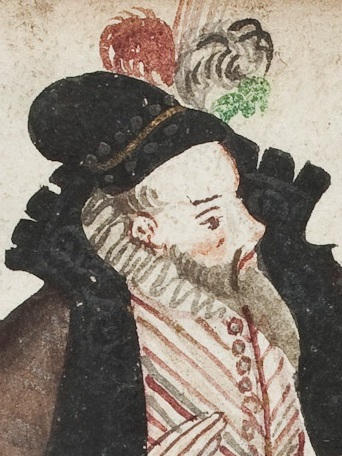
Enrique XVIII, último señor de la línea media de Greiz. Sus territorios fueron dados al hijo de Enrique V.

Tras la muerte de Enrique XVIII la línea media de Reuss, y por lo tanto Reuss-Obergreiz, se extinguió en 1616. En ese momento, la administración de Untergreiz estaba en manos de los dos hijos menores de Enrique V, Enrique IV y Enrique V. En 1625 se produjo una segunda división del territorio, en la cual Enrique IV obtuvo el nuevo señorío de Obergreiz y Enrique V continuó siendo señor de Untergreiz. Enrique IV continuó viviendo en el Castillo Alto de Greiz, mientras que Enrique V eligió el Castillo Bajo como residencia.
Tras la extinción de la rama Reuss-Burgk en 1640, el señorío se dividió entre Untergreiz y Obergreiz en 1643. Untergreiz obtuvo el castillo de Burgk y los pueblos de Brückla, Crispendorf, Dörfla, Erkmannsdorf, Grochwitz, Hain, Kauern, Lunzin, Mehla, Möschlitz, Möschgrün, Neundorf, Pahnstangen, Plothen, Rauschengesees y Remptendorf.
Después de la muerte de Enrique V en 1667, Untergreiz se dividió en 1668. El hijo mayor, Enrique II, se convirtió en señor del restablecido Reuss-Burgk. El hijo menor, Enrique V, se convirtió en señor de Reuss-Rothenthal. El resto de Untergreiz cayó en manos de Enrique IV. En aquella época, Untergreiz comprendía la mitad de la ciudad de Greiz y además los pueblos de Altgernsdorf, Dasslitz, Frotschau, Irchwitz, Lehna, Neugernsdorf, Neumühle, Nitschareuth, Neudeck, Raasdorf, Reinsdorf, Reudnitz, Schönbrunn, Schönfeld, Tschirma, Walthersdorf y la mitad de Pomerania. En 1673 los tres hermanos fueron elevados al rango de Condes Imperiales.
Enrique IV luchó del lado de Luis XIV contra los Países Bajos en 1672 y fue asesinado en 1675 . Estaba entonces al servicio del duque de Brunswick. A Enrique le sucedieron sus dos hijos, Enrique XIII y, por un corto tiempo, Enrique XIV, ya que murió a la edad de ocho años.
En 1697 se extinguió la rama Reuss-Burgk y en 1698 la rama Reuss-Rothenthal. Ambos condados finalmente cayeron ante Untergreiz por herencia. Esto revirtió la división de 1668.

### Unificación con Reuss-Obergreiz
Después de la muerte de Enrique XIII en 1733, su hijo mayor, Enrique III, se convirtió en su sucesor. Después de todo, la primogenitura se introdujo en 1690. Enrique III permaneció soltero y murió en 1768, a los 67 años. Untergreiz pasó a manos del condado de Obergreiz, gobernado en ese tiempo por Enrique XI. Como todas las zonas de la antigua línea de Reuss estaban ahora unidas, el país pasó a llamarse oficialmente como el Principado de Reuss-Greiz.

## Gobernantes

### Señores
- 1564-1572: Enrique XIV/I "el viejo" (1506-1572)
- 1572-1583: gobierno común por:
  - Enrique II "el Alto" (1543-1608, hijo de Enrique XIV)
  - Enrique III (1546-1582, hijo de Enrique XIV)
  - Enrique V (1549-1604, hijo de Enrique XIV)

División entre Reuss-Untergreiz I y Reuss-Untergreiz II (1582-1596)
- 1596-1604: Enrique V (1549-1604), anteriormente señor de Reuss-Untergreiz II
- 1604-1667: Enrique V (1602-1667, hijo de Enrique V), junto con:
  - 1604-1625: Enrique IV (1597-1629 hijo de Enrique V), desde 1625 señor de Obergreiz
- 1604-1625?: ¿Regencia?
- 1667-1673: Enrique IV (1638-1675, hijo de Enrique V), junto con:
  - 1667-1668: Enrique II (1634-1697, hijo de Enrique V), desde 1668 señor de Reuss-Burgk
  - 1667-1668: Enrique V (1645-1698, hijo de Enrique V), desde 1668 señor de Reuss-Rothenthal

### Condes
- 1673-1675: Enrique IV, anteriormente señor de Reuss-Untergreiz
- 1675-1733: Enrique XIII (1672-1733, hijo de Enrique IV), (nominal) junto con:
  - 1675-1682: Enrique XIV (1674-1682, hijo de Enrique IV)
  - 1675-1693?: ¿regencia??:
- 1733-1768: Enrique III (1701-1768, hijo de Enrique XIII)

Unión con Reuss-Obergreiz